# Rubus glandulosocarpus
Rubus glandulosocarpus är en rosväxtart som beskrevs av M.X. Nie. Rubus glandulosocarpus ingår i släktet rubusar, och familjen rosväxter. Inga underarter finns listade i Catalogue of Life.